# Un maillot pour l'Algérie

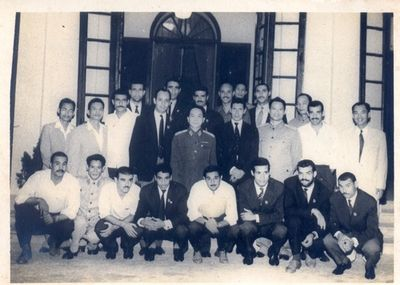
L'équipe du FLN reçue en 1959 au Vietnam par le général Giap.

Un maillot pour l'Algérie est une bande dessinée documentaire et historique sur l'équipe du Front de libération nationale algérien de football. L'action se déroule entre 1945 et 1962. Scénarisé par Bertrand Galic, Kris et dessiné par Javi Rey, cet album de 136 pages paraît en avril 2016 chez Dupuis dans la collection Aire libre.

## Synopsis
L'action commence en mai 1945, alors que la France célèbre la fin de la Seconde Guerre mondiale. À Sétif, tandis que des enfants jouent au football, des manifestants algériens défilent pour réclamer l'indépendance et sont victimes de répression par l'armée française,. En avril 1958, avant la coupe du monde en Suède, dix footballeurs algériens jouant dans des clubs français partent de France métropolitaine et se rejoignent à Tunis pour créer une équipe de football indépendante, à la demande du Front de Libération Nationale. Cette décision, politiquement délicate (l'Algérie est alors un département français), met en jeu leur carrière. Elle les conduit, parfois avec leur famille, à des stades « plutôt miteux » ainsi qu'à des rencontres plus mémorables. Les joueurs se lancent dans une série de matches en Afrique du Nord, au Proche-Orient, en Europe (Maroc, Chine, URSS, Viet Nam, Yougoslavie...). L'équipe totalise 65 victoires sur 91 matchs, 13 matches nuls, 13 défaites.

## Personnages
Le récit met en scène les joueurs de l'équipe : nés en Algérie, ils évoluaient dans des clubs français : Rachid Mekhloufi (personnage principal), Amar Rouaï, Mokhtar Arribi, Mustapha Zitouni, Abdelhamid Kermali, Abdelhamid Bouchouk... Alors que le pays n'a pas encore accédé à l'indépendance, ils en défendent les couleurs à l'international. Une fois l'indépendance obtenue, Mekhloufi reprend ses activités pour le club de Saint-Étienne. Les auteurs ont choisi de se concentrer sur Mekhloufi car il fait partie des « quatre de Sétif », présent lors du massacre du 8 mai 1945, et qu'il bénéficiait d'une grande aura : « champion de France avec Saint-Étienne, en 1957 », puis en 1968 il remporte la coupe de France. Ce choix permet aux artistes de montrer également les émotions qui animaient cette équipe.

## Choix artistiques
La narration inclut des scènes de matches mémorables et d'autres sur le militantisme politique. Le dessin de l'Espagnol Javi Rey correspond au style réaliste, avec des aplats de « couleurs plutôt froides ». Son dessin est décrit comme « dynamique et très expressif ».

## Genèse de l'œuvre
Les scénaristes, Bertrand Galic et Kris sont amis depuis l'enfance, amateurs de football et d'histoire. Kris souhaitait encourager les éditeurs à proposer des bandes dessinées sur le sport et Galic, en se documentant, découvre l'histoire de cette équipe — que tous deux ignoraient. Kris trouve voit dans ce récit plusieurs thèmes intéressants : « la politique, le sport, le sport comme construction d'une identité nationale ». Les auteurs s'entretiennent avec Rachid Mekhloufi, document qui figure en fin d'ouvrage, avec un dossier didactique rédigé par le journaliste Gilles Rof : documents, photographies, biographies, chronologie... 
Les joueurs ont dû consentir des sacrifices accompagnant leur décision de fonder une équipe algérienne. Leur style de jeu a influencé la stratégie de long terme de l'équipe algérienne.

## Analyse
Le récit a pour trame de fond la guerre d'indépendance de l'Algérie : en novembre 1954, une série d'attentats marque le début de l'insurrection. Le 1er juillet 1962, un référendum aboutit à l'indépendance de l'Algérie. Les bandes dessinées sur le sujet sont relativement rares.
L'équipe de football du FLN est surnommée les « Fellaghas du ballon rond » (terme qui ne fait pas l'unanimité). D'après Cases d'histoire, spécialisé dans la bande dessinée historique, le FLN multiplie les initiatives pour faire reconnaître la nation en tant qu'entité distincte de la France. Dans cette tactique, ils suscitent l'équipe qui portera les couleurs algériennes. Néanmoins, la Fédération internationale de football association ne comprend que les équipes appartenant à des États indépendants. Le territoire de l'Algérie, en 1958, est toujours composé de départements français et les joueurs font partie d'équipes françaises. L'œuvre, documentée, aborde aussi les inquiétudes et les espoirs des joueurs, ainsi que des passages humoristiques, comme le trajet en Irak.

## Accueil critique
L'œuvre est nommée « BD du mois » en avril 2016 par la radio RTL et elle fait partie des finalistes pour le prix Château de Cheverny de la bande dessinée historique au Rendez-vous de l'histoire. Plusieurs chroniqueurs soulignent la qualité du travail de documentation en amont de l'album,.